# Lars Levi Laestadius
Lars Levi Læstadius (10. ledna 1800 Jäkkvik – 21. února 1861 Pajala) byl švédsko-sámský pastor a správce Švédské státní evangelické církve v Laponsku, který založil laestadiánské pietistické oživující hnutí, aby pomohl svým převážně sámským kongregacím, které byly zpustošené alkoholismem. Læstadius byl také významným botanikem a spisovatelem. Læstadiův bratr Petrus Læstadius byl taktéž významným biologem. Læstadius sám se stal abstinentem (s výjimkou použití vína při svaté eucharistii) ve 40. letech 19. století, kdy započal s úspěšným probouzení svých sámských farníků.
Na zakázku francouzské Akademie věd a umění vypracoval v první polovině 40. let 19. století text, později nazvaný Fragmenter i lappska mythologi (Zlomky laponské mytologie) a vydaný teprve v roce 1997.

## Botanická jména mu dedikovaná
Po Læstadiovi byly pojmenovány následující čtyři rostlinné druhy:
- Salix laestadiana
- Carex laestadii
- Papaver laestadianum
- Arnika alpina laest.